# Flabellum patens
Espèce
Statut CITES
Flabellum patens est une espèce de coraux appartenant à la famille des Flabellidae.